# Consistorio (Iglesia católica)

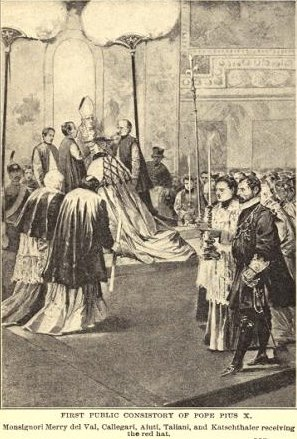
Primer consistorio público del papa Pío X

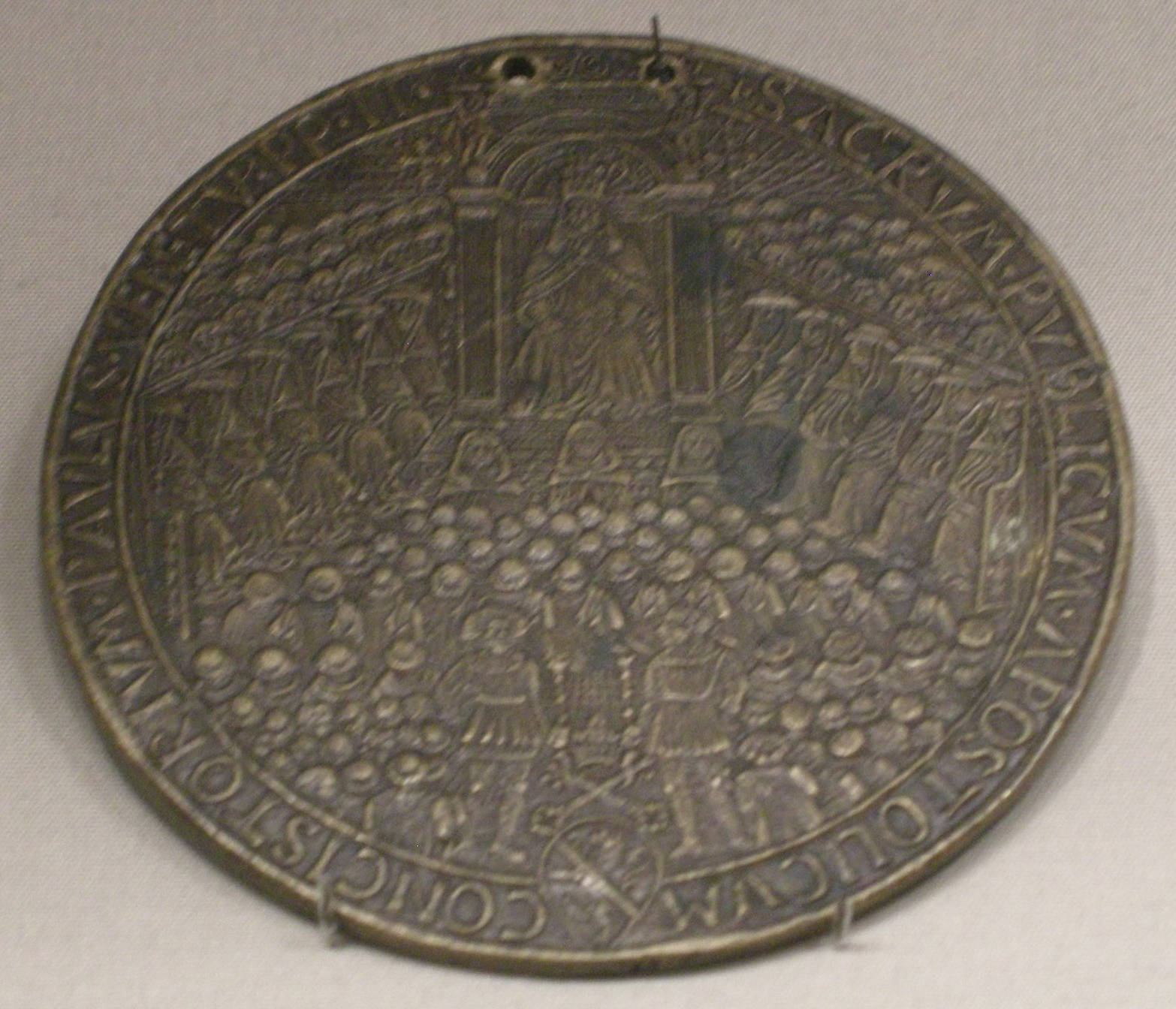
Medalla del consistorio del papa Paulo II (c. 1466 o 1467)

En la Iglesia católica se denomina consistorio a la reunión del Colegio cardenalicio, convocada por el papa para ayudarle en el gobierno de la Iglesia. Los cardenales son proclamados en los consistorios.

## Categorías de consistorios
Existen tres categorías de consistorios (en orden de solemnidad): 
1. Consistorio ordinario secreto, que reúne a los cardenales presentes con el papa (los cardenales de la curia) para discutir asuntos que el papa desea consultar con sus consejeros. Se llama secreto porque su orden del día no se publica antes de la reunión y porque la asamblea no es pública. En la Edad Media, los consistorios secretos eran los más frecuentes, dedicados a la discusión de asuntos teológicos, consultas doctrinales, condenas, nombramientos, etc. El primer consistorio convocado por el papa Benedicto XVI en marzo de 2006 fue de este tipo.
2. Consistorio ordinario público (o parcialmente público), que toma una forma más solemne, está destinado al anuncio de decisiones importantes sobre la Iglesia o la Curia, como beatificaciones y canonizaciones, invitaciones de personalidades diplomáticas (protocolo de la Santa Sede) o creación de nuevos cardenales. Fue durante un consistorio ordinario público convocado para aprobar nuevas canonizaciones, cuando Benedicto XVI anunció solemnemente en latín, el 11 de febrero de 2013, su renuncia a su cargo pontificio.
3. Consistorio extraordinario, que se celebra a puerta cerrada y reúne a los cardenales de todo el mundo. Permite al papa consultar a los cardenales sobre asuntos graves.

## Historia
En la antigüedad clásica, el "consistorio" era la antecámara en la que el emperador romano impartía justicia. El término proviene del latín consistorium, "lugar de reunión" y este de consistere, 'estar juntos'. Y el "sacro consistorio" era el consejo privado del emperador integrado por sus colaboradores más cercanos.
En la Iglesia, se refería a una reunión de eclesiásticos con el propósito de administrar justicia o deliberar, particularmente en reuniones del Sacro Colegio Cardenalicio con el papa como presidente.  
La utilización del término para designar a la asamblea de cardenales en torno al papa se remonta a la primera mitad del siglo IX y se instaló formalmente en el siglo XI cuando la institución cardenalicia se hizo más importante y el Sacro Colegio Cardenalicio tenía reuniones regulares (consistorios), convirtiendo a sus componentes en los consejeros usuales de los papas.
Los consistorios se convirtieron en una oportunidad para que el papa decidiera asuntos de estado y dispensara justicia directamente, con el apoyo y el consejo de los obispos romanos y aquellos obispos de otras regiones que se encontraban en Roma. El papa León IV (siglo IX) ordenó que los consistorios se celebraran dos veces por semana. El papa Juan VIII relajó ese edicto ligeramente y estableció consistorios dos veces al mes. Con la Reforma Gregoriana, la Iglesia limitó las influencias externas sobre el papado y en la elección de los papas se incrementó el poder de los cardenales. Con el transcurso del tiempo, se asignaron asuntos más complicados a varias comisiones de cardenales, y con la organización formal de las congregaciones de la Curia Romana por el papa Sixto V (siglo XVI), la función activa de los consistorios disminuyó aunque se desarrolló la tradición de que el papa utilizaría los consistorios (alrededor de dos veces al año en el siglo XVII) para revelar una lista de los que iban a ser elevados al rango cardenalicio.
Finalmente, la responsabilidad por cuestiones de justicia se transfirió a la Rota Romana y las funciones de la Iglesia se transfirieron a la Curia Romana, reduciendo la necesidad de consistorios regulares. Posteriormente, los consistorios llegaron a ser en gran parte ceremoniales.